# Рагнальд, король Вотерфорда
Рагнальд з роду Івара (помер у 1035 р.), також відомий як Рагнальд син Рагнвальда,  — король Вотерфорда в XI ст. Правив в 1022 — 1035 рр.

## Походження

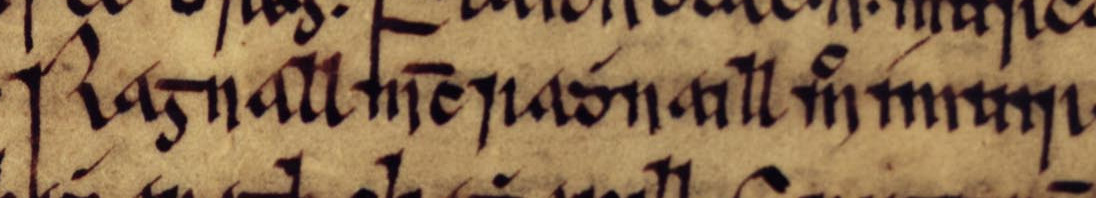
Ім’я Рагнальд в записах Анналів Тигернаха: «Ragnall mac Raghnaill meic Ímuir».

Рагнальд був нащадком Івара, короля Вотерфорда .  Батьком Рагнальда міг бути Рагнвальд син Івара, король Вотерфорда.  

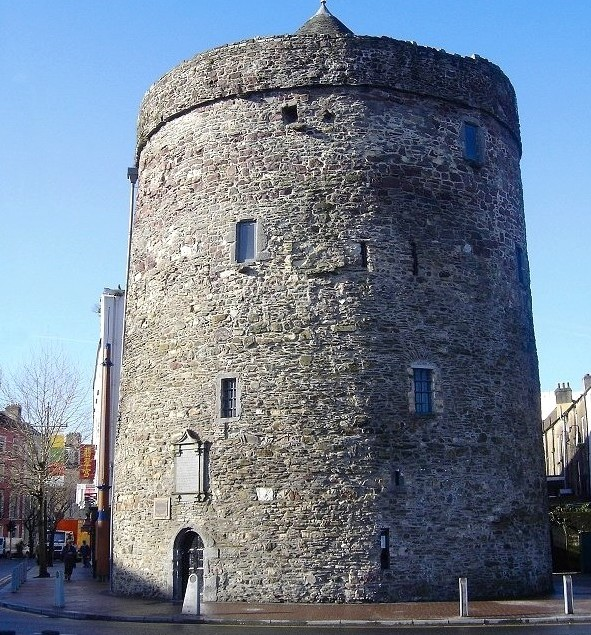
Попри те, що замок Реджинальда у Вотерфорді був побудований англо-норманами, він, ймовірно, розташований на більш ранньому форті епохи вікінгів і названий на честь одного з правителів Вотерфорда, ймовірно Рагнальда.

Про Вотерфордське королівство на початку XI ст. відомо дуже мало.  Івар помер в 1000 р.,  а його син Рагнвальд помер королем в 1018 році.  Ще один син Івара, Сітрик, король Вотерфорда, був убитий королем Осрайге в 1022 році.  Рідний брат Рагнальда помер в 1015 році.  Сам Рагнальд правив Вотерфордом в 1022 — 1035 рр.  Літописи Чотирьох Майстрів XVII ст., Аннали Тигернаха XIV ст. та Аннали Ольстера XV-XVI ст. зазначають, що в 1035 році Рагнальд був убитий Сітриком ІІ Шовкобородим, королем Дубліна. 
Наступного року Сітрик II Шовковобородий був вигнаний з Дубліна Ехмаркахом, ймовірно сином Рагнвальда.  Хоча походження Ехмаркаха достеменно невідоме, можливо він був сином Рагнвальда і братом Рагнальда, що може підтвердити бажання Ехмаркаха помститися Сітрику II Шовковобородому.  Проти цієї версії свідчить відсутність доказів того, що Ехмарках або його родичі мали будь-який зв’язок із Вотерфордом.  У будь-якому випадку, смерть Рагнальда, схоже, стала важливою віхою в історії Вотерфорда, адже після його загибелі королівство все більше страждало від нападок королівської ірландської династії Клану О'Браєн і правлячого роду Уй Кейннселайг королівства Лейнстер. 
Через два роки після смерті Рагнальда королем Вотерфорда став ірландець за походженням Ку Інмен уа Робанн, який був убитий власним народом. 